# Estat d'alarma (pel·lícula)
|  | Per a altres significats, vegeu «Estat d'alarma, excepció i setge (Estat espanyol)». |

Estat d'alarma (títol original en anglès: The Bedford Incident) és una pel·lícula anglo-estatunidenca dirigida per James B. Harris i estrenada el 1965. Produïda per Richard Widmark en la línia de Dr. Strangelove, contra tots els que durant la guerra freda desitjaven la guerra amb la URSS. Richard Widmark fa el paper del capità boig, un paper no habitual per ell. Aquesta pel·lícula ha estat doblada al català.

## Argument
Durant la Guerra freda, el destructor de l'Armada dels Estats Units USS Bedford, comandat pel capità Eric Finlander, intercepta un submarí soviètic a l'Estret de Dinamarca en aigües territorials d'Islàndia, un país pertanyent a l'OTAN. El comandant és un home decidit i gran patriota, però a la vegada frustrat, i per la seva manera de pensar, la "debilitat" prudent dels seus superiors que, malgrat els seus èxits i un servei impecable, el fan saltar de les promocions. El comandant creu, com a causa del seu fracàs per ser ascendit a contraalmirall, la seva manera contundent de parlar, malgrat el valor demostrat durant la Crisi dels Míssils de Cuba on va fer una crida per a una major "fermesa" dels Estats Units.

## Repartiment
- Richard Widmark: Capità Finlander
- Sidney Poitier: Ben Munceford
- James MacArthur: Ralston
- Eric Portman: Schrepke